# Perrhybris lorena
Perrhybris lorena är en fjärilsart som först beskrevs av William Chapman Hewitson 1852.  Perrhybris lorena ingår i släktet Perrhybris och familjen vitfjärilar. Inga underarter finns listade i Catalogue of Life.

## Bildgalleri

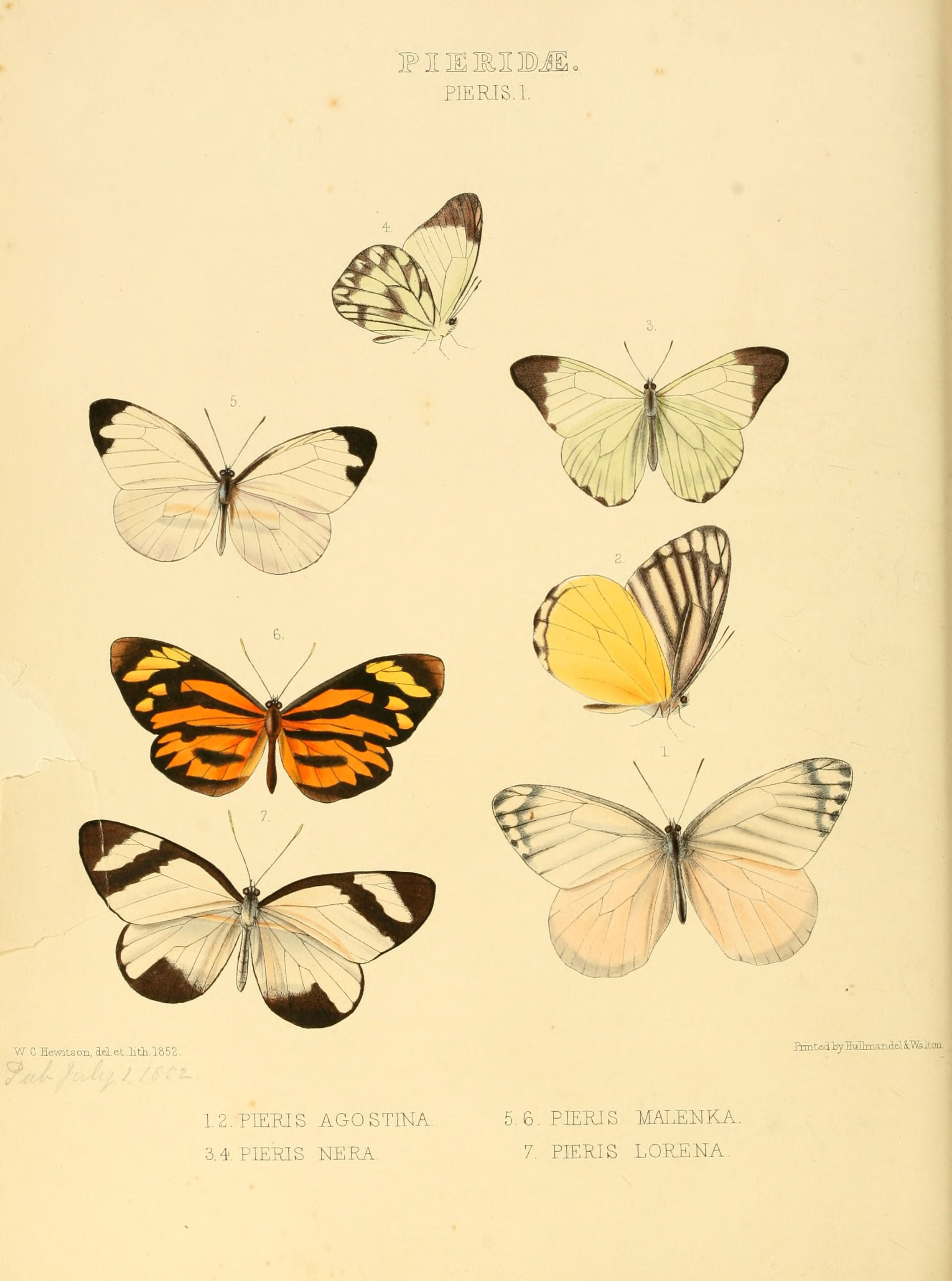